# John Söderström (idrottare)
John "Jotte" Söderström, född den 8 augusti 1889 i Stockholm, död där den 5 juni 1982, var en svensk tennis- och bandyspelare.
Söderström spelade bandy i IFK Djursholm och kom 1908 som centerforward till AIK, där han blev svensk mästare 1909 och 1914. År 1921 började han spela tennis, vann det svenska inomhusmästerskapet i singel 1923 och i dubbel (tillsammans med Ingvar Garell) 1927, utomhus i dubbel (med Charles Wennergren) och mixed dubbel (med Sigrid Fick), båda 1926. Söderström vann Kungens kanna 1929. Han representerade 1921–1931 Stockholms Allmänna Lawntennisklubb, 1932–1933 AIK, 1934–våren 1943 Tennisstadionklubben och därefter Kungliga Lawntennisklubben. Söderström, som var en framstående idrottstecknare, var 1921–1933 kamrer i Idrottsbladet, 1933–1937 intendent i Tennisstadion, Stockholm samt innehade 1937–1943 en squashhall i Stockholm. Han var 1937 styrelseledamot i Svenska Lawntennisförbundet och en av initiativtagarna till AIK:s tennissektion samt till Tennisstadionklubben.